# James C. Dawkins

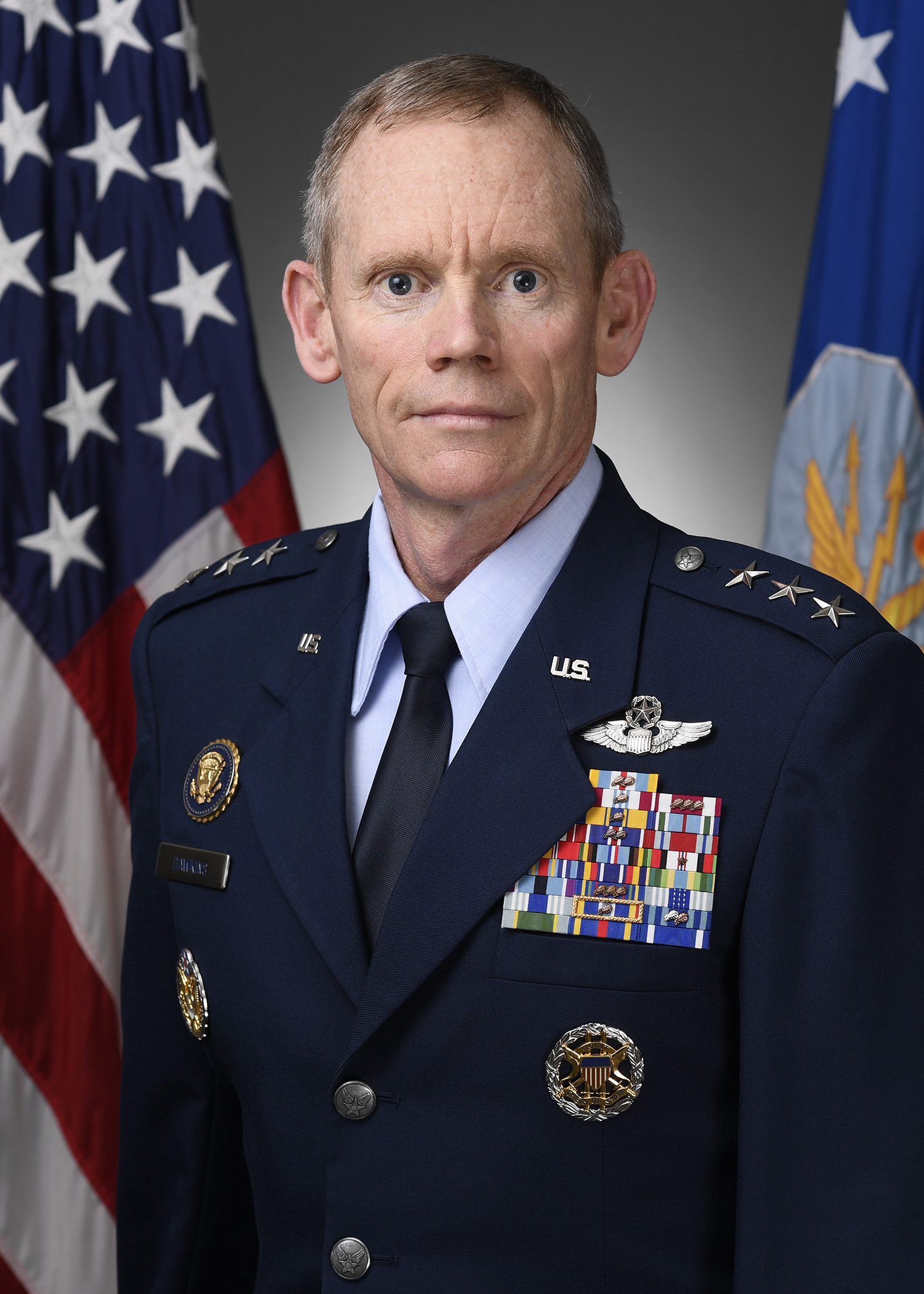
James C. Dawkins (2020)

James C. Dawkins (* um 1965) ist ein pensionierter Generalleutnant der United States Air Force. Er war unter anderem Kommandeur der 8. Luftflotte.
Dawkins studierte bis 1988 an der Baylor University in Waco in Texas. Über die Officer Training School auf der Lackland Air Force Base, ebenfalls in Texas, gelangte er im Jahr 1989 in das Offizierskorps der United States Air Force. Dort durchlief er anschließend alle Offiziersränge vom Leutnant bis zum Drei-Sterne-General.
Im Lauf seiner militärischen Karriere absolvierte er verschiedene Kurse und Schulungen. Dazu gehörten unter anderem eine Ausbildung zum Kampfpiloten und weitere Fortbildungskurse als Pilot neuer Flugzeugtypen; die U.S. Air Force Weapons School auf der Nellis Air Force Base in Nevada; das Defense Language Institute in Monterey in Kalifornien, wo er Deutsch lernte; die Squadron Officer School auf der Maxwell Air Force Base in Alabama; die Embry-Riddle Aeronautical University in Daytona Beach in Florida; das Command and General Staff College der United States Army in Fort Leavenworth in Kansas; die School of Advanced Air and Space Studies und das Air War College, beide auf der Maxwell AFB.
In seinen frühen Jahren als Offizier der Luftwaffe war er an verschiedenen Stützpunkten in den Vereinigten Staaten stationiert. Dabei war er als Pilot, Flugausbilder oder Stabsoffizier bei unterschiedlichen Einheiten tätig. Dazwischen absolvierte er die erwähnten Schulungen. Als Stabsoffizier war er unter anderem auch bei den Joint Chiefs of Staff tätig. Zwischen Juli 1996 und Februar 1999 war er auf der Spangdahlem Air Base als Pilot (Flight Commander) der 22nd Fighter Squadron stationiert.
Zwischen Oktober 2006 und Januar 2008 kommandierte James Dawkins auf der Offutt Air Force Base in Nebraska die 338. Ausbildungsschwadron (338th Combat Training Squadron). Anschließend wurde er zum Stab des United States Strategic Commands versetzt, der sich ebenfalls auf der Offutt AFB befindet. Dort war er bis Juli 2008 als Abteilungsleiter tätig (Deputy Director, Global Innovation and Strategy Center). Nach seinem Studium am Air War College bis zum Mai 2009 wurde er auf die Whiteman Air Force Base in Missouri beordert, wo er zwischen Juni 2009 und Mai 2010 die 509th Operations Group kommandierte.
Anschließend war er bis Januar 2011 in Kabul in Afghanistan stationiert. Dort war er im Hauptquartier der Verbündeten in der Stabsabteilung für Sicherheit tätig (Directory, International Security Assistance Force Joint Command Joint Operations Center, Kabul, Afghanistan). Nach seiner Heimkehr war er für vier Monate bis zum Mai 2011 auf der Whiteman AFB stellvertretender Kommandeur des 509. Bombergeschwaders (509th Bomb Wing). Es folgte eine Versetzung nach North Dakota zur Minot Air Force Base, wo Dawkins zwischen Mai 2011 und Januar 2013 das 5. Bombergeschwader (5th Bomb Wing) kommandierte.
Daran schloss sich eine Versetzung zum Energieministerium der Vereinigten Staaten in Washington, D.C. an. Dort war James Dawkins zwischen Januar 2013 und September 2014 im Stab der Abteilung für Nukleare Sicherheit tätig (Principal Assistant Deputy Administrator for Military Application, National Nuclear Security Administration, Department of Energy, Washington, D.C.) Anschließend gehörte er bis zum Juli 2016 als Director, Strategic Capabilities Policy dem Stab des Nationalen Sicherheitsrats an. Auch sein nächster Auftrag beließ ihn in der amerikanischen Bundeshauptstadt. Bis zum August 2018 war er dort Mitglied im Stab der Joint Chiefs of Staff. Dort gehörte er der Abteilung für nukleare Verteidigung und laufende Operationen (Nuclear, Homeland Defense and Current Operations) an.
Am 20. August 2018 trat James Dawkins auf der Barksdale Air Force Base in Louisiana als Nachfolger von Thomas A. Bussiere das Kommando über die 8. Luftflotte an. Gleichzeitig kommandierte er das Joint-Global Strike Operations Center. Diese Ämter hatte er bis zum 12. Juni 2020 inne als Mark E. Weatherington seine Nachfolge antrat. Anschließend wurde er zum Stab des Hauptquartiers der Luftwaffe versetzt, dem er bis zu seiner Pensionierung im Jahr 2023 angehörte. Dort war er zunächst bis zum September 2020 als Abteilungsleiter beim Assistant Secretary of the Air Force tätig. Danach leitete er die Stabsabteilung für Abschreckung und nukleare Integration im Luftwaffenhauptquartier (Deputy Chief of Staff, Strategic Deterrence and Nuclear Integration). Anschließend schied er aus dem aktiven Militärdienst aus.
Während seiner aktiven Zeit als Militärpilot absolvierte er über 3000 Flugstunden auf verschiedenen Flugzeugtypen.

## Daten der Beförderungen
| Abzeichen | Rang               | Jahr            |
| --------- | ------------------ | --------------- |
|           | Second Lieutenant  | 17. März 1989   |
|           | First Lieutenant   | 17. März 1991   |
|           | Captain            | 17. März 1993   |
|           | Major              | 1. Juli 2000    |
|           | Lieutenant Colonel | 1. April 2005   |
|           | Colonel            | 1. Oktober 2008 |
|           | Brigadier General  | 7. Februar 2014 |
|           | Major General      | 2. August 2017  |
|           | Lieutenant General | 1. Oktober 2020 |

## Orden und Auszeichnungen
James Dawkins erhielt im Lauf seiner militärischen Laufbahn unter anderem folgende Auszeichnungen:
- Air Force Distinguished Service Medal
- Defense Superior Service Medal
- Legion of Merit
- Defense Meritorious Service Medal
- Air Force Meritorious Service Medal
- Air Medal
- Air Force Commendation Medal
- Joint Service Achievement Medal
- Afghanistan Campaign Medal
- Humanitarian Service Medal